# Alfonso Coppola
Alfonso Coppola (Scafati, 15 settembre 1997) è un pilota motociclistico italiano, campione italiano della classe Supersport 300 nel 2024.

## Carriera
Nel 2015 ha partecipato alla European Junior Cup, finendo nono in campionato. In questo anno ha partecipato a sette gare, ottenendo un giro veloce e salendo sul podio nel circuito di Misano con un secondo posto. Nel 2016 prende di nuovo parte al medesimo campionato, giungendo quarto alla fine della stagione. Ha ottenuto due secondi posti, nel circuito di Magny-Cours e nella gara 2 disputata sul circuito di Jerez, prendendo parte ad otto gare.
Nel 2017 ha preso parte al campionato mondiale Supersport 300 con una Yamaha YZF-R3 del team SK Racing, finendo secondo. Pur ottenendo sette piazzamenti a podio in nove gare, tra cui una vittoria al Lausitzring, ha perso il mondiale per un punto dietro a Marc García.
Nel 2018 prende parte alla coppa Europa Supersport (competizione che si svolge all'interno del campionato mondiale Supersport) con una Yamaha YZF R6 del team GRT Yamaha. Chiude la stagione al trentaduesimo posto in classifica piloti, giungendo invece terzo nella classifica della Coppa Europa.
Nel 2019 è pilota titolare nel mondiale Supersport, alla guida di una Honda CBR600RR del team Gemar - Cioiciaria Corse, il compagno di squadra è Christian Stange. Il rapporto si interrompe anzitempo; torna a gareggiare in occasione del Gran Premio di Argentina a San Juan con la Yamaha YZF R6 del Team Toth. Nel 2020 torna nel campionato mondiale Supersport 300. È pilota titolare con il team Kawasaki GP project con cui chiude al ventisettesimo posto in classifica mondiale. Nel 2021 si trasferisce al Team Trasimeno in sella ad una Yamaha YZF-R3, conquista quattro punti e conclude la stagione al trentasettesimo posto. Nella stessa stagione prende parte al campionato italiano Supersport 300. Conquista un podio e chiude la stagione al tredicesimo posto.
Nel 2022 è pilota titolare nel campionato italiano Supersport 300. In sella ad una Yamaha YZF-R3 conclude la stagione al quinto posto facendo siglare una pole position e una vittoria a Imola. Sempre nel 2022 prende parte, in qualità di wild card, al Gran Premio di Misano nel mondiale Supersport 300. Ottiene diciannove punti che gli consentono di classificarsi al ventiquattresimo posto. Nel 2023 è nuovamente titolare nel campionato italiano Supersport 300 dove ottiene un podio e chiude al tredicesimo posto in classifica. Partecipa al solo evento di Imola nel mondiale senza ottenere punti. Nel 2024 inizia il quarto anno consecutivo nel CIV Supersport 300; gareggia per il Team Pedercini con Michele Nappi come compagno di squadra. Porta a termine tutte le gare previste raccogliendo sempre punti e, con due gare vinte, conquista il titolo di campione italiano con un margine di due punti su Emanuele Cazzaniga.

## Risultati in gara

### Campionato mondiale Supersport 300
| 2017 | Moto   |    |   |   |    |   |   |   |   |   |  |  |  |  |  |  |  | Punti | Pos. |
| ---- | ------ | -- | - | - | -- | - | - | - | - | - |  |  |  |  |  |  |  | ----- | ---- |
| 2017 | Yamaha | 11 | 3 | 2 | SQ | 3 | 1 | 2 | 2 | 3 |  |  |  |  |  |  |  | 138   | 2º   |

| 2020 | Moto     |    |    |    |    |    |    |    |    |    |    |     |    |     |     |  |  | Punti | Pos. |
| ---- | -------- | -- | -- | -- | -- | -- | -- | -- | -- | -- | -- | --- | -- | --- | --- |  |  | ----- | ---- |
| 2020 | Kawasaki | 22 | 20 | 16 | 13 | 13 | 20 | 18 | 26 | 12 | 17 | Rit | 13 | Rit | Rit |  |  | 13    | 27º  |

| 2021 | Moto   |     |     |     |    |    |     |    |    |    |    |    |    |    |     |    |     | Punti | Pos. |
| ---- | ------ | --- | --- | --- | -- | -- | --- | -- | -- | -- | -- | -- | -- | -- | --- | -- | --- | ----- | ---- |
| 2021 | Yamaha | Inf | Inf | Rit | NP | 14 | Rit | 28 | 25 | 29 | 24 | 25 | 26 | 26 | Rit | 14 | Rit | 4     | 37º  |

| 2022 | Moto   |  |  |  |  |  |  |   |    |  |  |  |  |  |  |  |  | Punti | Pos. |
| ---- | ------ |  |  |  |  |  |  | - | -- |  |  |  |  |  |  |  |  | ----- | ---- |
| 2022 | Yamaha |  |  |  |  |  |  | 4 | 10 |  |  |  |  |  |  |  |  | 19    | 24º  |

| 2023 | Moto   |  |  |  |  |  |  |     |    |  |  |  |  |  |  |  |  | Punti | Pos. |
| ---- | ------ |  |  |  |  |  |  | --- | -- |  |  |  |  |  |  |  |  | ----- | ---- |
| 2023 | Yamaha |  |  |  |  |  |  | Rit | 26 |  |  |  |  |  |  |  |  | 0     |      |

| Legenda | 1º posto        | 2º posto            | 3º posto           | A punti      | Senza punti        | Grassetto – Pole position Corsivo – Giro più veloce |
| Legenda | Gara non valida | Non qual./Non part. | Ritirato/Non class | Squalificato | '-' Dato non disp. | Grassetto – Pole position Corsivo – Giro più veloce |

### Campionato mondiale Supersport
| 2018 | Moto   |  |  |     |    |    |    |    |    |    |    |  |  |  |  | Punti | Pos. |
| ---- | ------ |  |  | --- | -- | -- | -- | -- | -- | -- | -- |  |  |  |  | ----- | ---- |
| 2018 | Yamaha |  |  | Rit | 20 | 19 | 19 | 14 | 23 | 19 | 25 |  |  |  |  | 2     | 32º  |

| 2019 | Moto           |    |    |    |    |     |  |  |  |  |  |    |  |  |  | Punti | Pos. |
| ---- | -------------- | -- | -- | -- | -- | --- |  |  |  |  |  | -- |  |  |  | ----- | ---- |
| 2019 | Honda e Yamaha | NP | 17 | 19 | 20 | Rit |  |  |  |  |  | 20 |  |  |  | 0     |      |

| Legenda | 1º posto        | 2º posto            | 3º posto           | A punti      | Senza punti        | Grassetto – Pole position Corsivo – Giro più veloce |
| Legenda | Gara non valida | Non qual./Non part. | Ritirato/Non class | Squalificato | '-' Dato non disp. | Grassetto – Pole position Corsivo – Giro più veloce |